# نيكولو بيانكي
نيكولو بيانكي (بالإيطالية: Nicolò Bianchi)‏ هو لاعب كرة قدم إيطالي في مركز الوسط، ولد في 24 فبراير 1992 في كومو في إيطاليا.

## وصلات خارجية
- نيكولو بيانكي على موقع قاعدة بيانات كرة القدم.إي يو (الإنجليزية)
- نيكولو بيانكي على موقع Soccerway.com (الإنجليزية)
- نيكولو بيانكي على موقع عالم كرة القدم.نت (الإنجليزية)